# Férfi kézilabda-világbajnokság
A férfi kézilabda-világbajnokság a Nemzetközi Kézilabda-szövetség (International Handball Federation, IHF) szervezésében, minden páratlan évben, kétévente megrendezésre kerülő nemzetközi kézilabdatorna. A vb-n a selejtezők után 32 nemzet válogatottja vesz részt. A tornát jellemzően januárban rendezik.
Férfiak számára először 1938-ban írták ki a tornát, akkor még különválasztották a kézilabdának a teremben űzött, és a szabadtéren űzött változatát, és ezért mindkét irányág számára külön írták ki a világversenyt. A második világháború után nem azonos időközönként rendezték meg egyik tornát sem, általában három-négy év telt el két világbajnokság között. 1993 óta rendezik rendszeresen kétévente a világbajnokságokat. Az utolsó szabadtéri kézilabda-világbajnokság a férfiaknál 1966-ban került megrendezésre.
1995-ben szerepelt először 24 résztvevő. 2021-től 32 csapat vehet részt a vb-n.

## Terem világbajnokságok

### Tornák
| Év   | Rendező                         | Döntő           | Döntő          | Döntő           | Bronzmérkőzés   | Bronzmérkőzés          | Bronzmérkőzés      |
| Év   | Rendező                         | Aranyérmes      | Eredmény       | Ezüstérmes      | Bronzérmes      | Eredmény               | Negyedik helyezett |
| ---- | ------------------------------- | --------------- | -------------- | --------------- | --------------- | ---------------------- | ------------------ |
| 1938 | · Németország                   | · Németország   | nem volt döntő | · Ausztria      | · Svédország    | nem volt bronzmérkőzés | · Dánia            |
| 1954 | · Svédország                    | · Svédország    | 17–14          | · NSZK          | · Csehszlovákia | 24–11                  | · Svájc            |
| 1958 | · NDK                           | · Svédország    | 22–12          | · Csehszlovákia | · Németország   | 16–13                  | · Dánia            |
| 1961 | · NSZK                          | · Románia       | 9–8 (h.u.)     | · Csehszlovákia | · Svédország    | 17–14                  | · Németország      |
| 1964 | · Csehszlovákia                 | · Románia       | 25–22          | · Svédország    | · Csehszlovákia | 22–15                  | · NSZK             |
| 1967 | · Svédország                    | · Csehszlovákia | 14–11          | · Dánia         | · Románia       | 21–19 (h.u.)           | · Szovjetunió      |
| 1970 | · Franciaország                 | · Románia       | 13–12 (h.u.)   | · NDK           | · Jugoszlávia   | 29–12                  | · Dánia            |
| 1974 | · NDK                           | · Románia       | 14–12          | · NDK           | · Jugoszlávia   | 18–16                  | · Lengyelország    |
| 1978 | · Dánia                         | · NSZK          | 20–19          | · Szovjetunió   | · NDK           | 19–15                  | · Dánia            |
| 1982 | · NSZK                          | · Szovjetunió   | 30–27 (h.u.)   | · Jugoszlávia   | · Lengyelország | 23–22                  | · Dánia            |
| 1986 | · Svájc                         | · Jugoszlávia   | 24–22          | · Magyarország  | · NDK           | 24–23                  | · Svédország       |
| 1990 | · Csehszlovákia                 | · Svédország    | 27–23          | · Szovjetunió   | · Románia       | 27–21                  | · Jugoszlávia      |
| 1993 | · Svédország                    | · Oroszország   | 28–19          | · Franciaország | · Svédország    | 26–19                  | · Svájc            |
| 1995 | · Izland                        | · Franciaország | 23–19          | · Horvátország  | · Svédország    | 26–20                  | · Németország      |
| 1997 | · Japán                         | · Oroszország   | 23–21          | · Svédország    | · Franciaország | 28–27                  | · Magyarország     |
| 1999 | · Egyiptom                      | · Svédország    | 25–24          | · Oroszország   | · Jugoszlávia   | 27–24                  | · Spanyolország    |
| 2001 | · Franciaország                 | · Franciaország | 28–25 (h.u.)   | · Svédország    | · Jugoszlávia   | 27–17                  | · Egyiptom         |
| 2003 | · Portugália                    | · Horvátország  | 34–31          | · Németország   | · Franciaország | 34–31                  | · Spanyolország    |
| 2005 | · Tunézia                       | · Spanyolország | 40–34          | · Horvátország  | · Franciaország | 26–25                  | · Tunézia          |
| 2007 | · Németország                   | · Németország   | 29–24          | · Lengyelország | · Dánia         | 34–27                  | · Franciaország    |
| 2009 | · Horvátország                  | · Franciaország | 24–19          | · Horvátország  | · Lengyelország | 31–23                  | · Dánia            |
| 2011 | · Svédország                    | · Franciaország | 37–35 (h.u.)   | · Dánia         | · Spanyolország | 24–23                  | · Svédország       |
| 2013 | · Spanyolország                 | · Spanyolország | 35–19          | · Dánia         | · Horvátország  | 31–26                  | · Szlovénia        |
| 2015 | · Katar                         | · Franciaország | 25–22          | · Katar         | · Lengyelország | 29–28 (h.u.)           | · Spanyolország    |
| 2017 | · Franciaország                 | · Franciaország | 33–26          | · Norvégia      | · Szlovénia     | 31–30                  | · Horvátország     |
| 2019 | Németország / Dánia             | · Dánia         | 31–22          | · Norvégia      | · Franciaország | 26–25                  | · Németország      |
| 2021 | · Egyiptom                      | · Dánia         | 26–24          | · Svédország    | · Spanyolország | 35–29                  | · Franciaország    |
| 2023 | Svédország / Lengyelország      | · Dánia         | 34–29          | · Franciaország | · Spanyolország | 39–36                  | · Svédország       |
| 2025 | Horvátország / Dánia / Norvégia | · Dánia         | 32–26          | · Horvátország  | · Franciaország | 35–34                  | · Portugália       |
| 2027 | · Németország                   |                 |                |                 |                 |                        |                    |
| 2029 | Franciaország / Németország     |                 |                |                 |                 |                        |                    |
| 2031 | Dánia / Norvégia / Izland       |                 |                |                 |                 |                        |                    |

1. 1 2  Az NSZK és NDK közös csapattal, Németország néven vett részt.

### Éremtáblázat
Az alábbi táblázat az 1938–2025 között megrendezett terem világbajnokságokon érmet nyert csapatokat tartalmazza.
| Helyezés | Nemzet        | Arany | Ezüst | Bronz | Összesen |
| 1.       | Franciaország | 6     | 2     | 5     | 13       |
| 2.       | Svédország    | 4     | 4     | 4     | 12       |
| 3.       | Dánia         | 4     | 3     | 1     | 8        |
| 4.       | Románia       | 4     | 0     | 2     | 6        |
| 5.       | Németország   | 3     | 2     | 1     | 6        |
| 6.       | Oroszország   | 2     | 1     | 0     | 3        |
| 7.       | Spanyolország | 2     | 0     | 3     | 5        |
| 8.       | Horvátország  | 1     | 4     | 1     | 6        |
| 9.       | Csehország    | 1     | 2     | 2     | 5        |
| 10.      | Szovjetunió   | 1     | 2     | 0     | 3        |
| 11.      | Szerbia       | 1     | 1     | 4     | 6        |
| 12.      | NDK           | 0     | 2     | 2     | 4        |
| 13.      | Norvégia      | 0     | 2     | 0     | 2        |
| 14.      | Lengyelország | 0     | 1     | 3     | 4        |
| 15.      | Ausztria      | 0     | 1     | 0     | 1        |
| 15.      | Katar         | 0     | 1     | 0     | 1        |
| 15.      | Magyarország  | 0     | 1     | 0     | 1        |
| 18.      | Szlovénia     | 0     | 0     | 1     | 1        |
|          |               |       |       |       |          |
| Összesen | Összesen      | 29    | 29    | 29    | 87       |

1. ↑  A korábbi Csehszlovákia hivatalos jogutódja Csehország.
2. ↑  A korábbi Jugoszlávia hivatalos jogutódja Szerbia és Montenegró, illetve Szerbia.

## Szabadtéri világbajnokságok

### Tornák
| Év   | Rendező ország | Győztes     | Második    | Harmadik      |
| ---- | -------------- | ----------- | ---------- | ------------- |
| 1938 | Németország    | Németország | Svájc      | Magyarország  |
| 1948 | Franciaország  | Svédország  | Dánia      | Svájc         |
| 1952 | Svájc          | NSZK        | Svédország | Svájc         |
| 1955 | NSZK           | NSZK        | Svájc      | Csehszlovákia |
| 1959 | Ausztria       | Németország | Románia    | Svédország    |
| 1963 | Svájc          | NDK         | NSZK       | Svájc         |
| 1966 | Ausztria       | NSZK        | NDK        | Ausztria      |

### Éremtáblázat
Az alábbi táblázat az 1938–1966 között megrendezett szabadtéri világbajnokságokon érmet nyert csapatokat tartalmazza.
(Az egyes számoszlopok legmagasabb értéke, vagy értékei vastagítással kiemelve.)
| Helyezés | Nemzet        | Arany | Ezüst | Bronz | Összesen |
| 1.       | Németország   | 5     | 1     | 0     | 6        |
| 2.       | Svédország    | 1     | 1     | 1     | 3        |
| 3.       | NDK           | 1     | 1     | 0     | 2        |
| 4.       | Svájc         | 0     | 2     | 3     | 5        |
| 5.       | Dánia         | 0     | 1     | 0     | 1        |
| 5.       | Románia       | 0     | 1     | 0     | 1        |
| 7.       | Magyarország  | 0     | 0     | 1     | 1        |
| 7.       | Csehszlovákia | 0     | 0     | 1     | 1        |
| 7.       | Ausztria      | 0     | 0     | 1     | 1        |
|          |               |       |       |       |          |
| Összesen | Összesen      | 7     | 7     | 7     | 21       |